# Květa Klemešová
Květa Klemešová (* 6. března 1948 Praha) je bývalá československa a česká sportovní plavkyně.
Se závodním plaváním začínala ve Vršovicích v oddíle plavání při Spartaku Praha Koh-i-noor. Pod trenérkou Preislerovou se zaměřovala na trénink plaveckého stylu prsa. V roce 1960 přestoupila do většího plaveckého oddílu ČKD Praha (dnešní Bohemians) k trenéru Josefu Salamánkovi.
V roce 1962 startovala jako žačka základní školy na mistrovství Evropy ve východoněmeckém Lipsku. Na 200 m prsa předvedla nadějný výkon a časem po tři minuty 2:59,4 těsně nepostoupila z rozplaveb. S polohovou štafetou 4×100 m nepostoupila do finále. V roce 1963 její výkonnost začala stagnovat a do olympijské kvalifikace v roce 1964 nezasáhla. Nedokázala skloubit náročné středoškolské studium se sportovní kariérou.